# David Solomon Abwo
David Solomon Abwo (* 10. Mai 1986 in Jos) ist ein nigerianischer ehemaliger Fußballspieler.

## Karriere

### Verein
Die Anfänge von Abwos Karriere sind wenig dokumentiert. So spielte er 2005 für den Verein FC Enyimba. Zum Frühjahr 2006 wechselte er in die türkische Süper Lig zum Hauptstadtvertreter Gençlerbirliği Ankara. Diesen verließ er bereits zu nächsten Sommer und setzte seine Karriere in Frankreich fort. Hier spielte er für die Vereine FCO Dijon, US Créteil und Lombard Pápa.
2010 wechselte er zum ungarischen Klub Lombard Pápa und wurde von diesem in der Winterpause 2010/11 an den polnischen Klub Zagłębie Lubin ausgeliehen. Zum Sommer 2011 wechselte Abwo dann samt Ablöse zu Lubin.
Zur Saison 2014/15 wechselte Abwo in die türkische TFF 1. Lig zum Aufsteiger Giresunspor.
Im Sommer 2017 wechselte er zum türkischen Amateurklub Ceyhanspor.

### Nationalmannschaft
Abwo spielte für die Nigerianische U-20-Nationalmannschaft.